# Карол Давила
Карол Давила (1828, Парма, Италия – 24 август 1884, Букурещ, Румъния) е румънски лекар, професор и фармацевт от италиански произход.
Основател е на Медицинския факултет в Букурещ. Организира санитарната служба в румънската войска. Тясно сътрудничи на руските войски в България през Руско-турската освободителна война от 1877 – 1878 г.